# Lipowo Kurkowskie
Lipowo Kurkowskie (dawniej Lipowo, niem. Lindenwalde) – wieś w Polsce położona w województwie warmińsko-mazurskim, w powiecie olsztyńskim, w gminie Olsztynek.
W latach 1975–1998 miejscowość administracyjnie należała do województwa olsztyńskiego. W latach 1973–77 w gminie Nidzica.
Wieś mazurska o charakterze letniskowym, położona wśród lasów, w pobliżu licznych jezior: Kiernoz Wielki, Kiernoz Mały, Klimont, Stemboj, Brzeźno, Maróz. Do Lipowa prowadzi droga z Olsztynka (droga nr 603) prowadzącej do wsi Selwy.

## Historia
Wieś założona w czasach krzyżackich na 10 łanach, mocno zniszczona w trakcie wojen polsko-krzyżackich. W czasach krzyżackich wieś pojawia się w dokumentach w roku 1411, podlegała pod komturię w Olsztynku, były to dobra rycerskie o powierzchni 10 włók. W 1939 roku mieszkały tu 282 osoby (większość to Mazurzy). W tym czasie we wsi była szkoła i sklep. W 1997 roku mieszkało tu 95 osób. W 2005 r. we wsi było 84 mieszkańców.

## Zabytki
- Na północnym skraju wsi, w lesie, znajduje się cmentarz ewangelicki z XIX wieku.